# Antiquarium (Mnichov)
Antiquarium v Mnichově bylo postaveno v roce 1568 pro umístění starověkých sbírek soch bavorských vévodů a knihovny jako rozšíření původní mnichovské rezidence, Alter Hof. Později bylo přeměněno na slavnostní sál. Je to jedna z nejvýznamnějších dochovaných renesančních budov pro umístění sbírek.

## Architektura

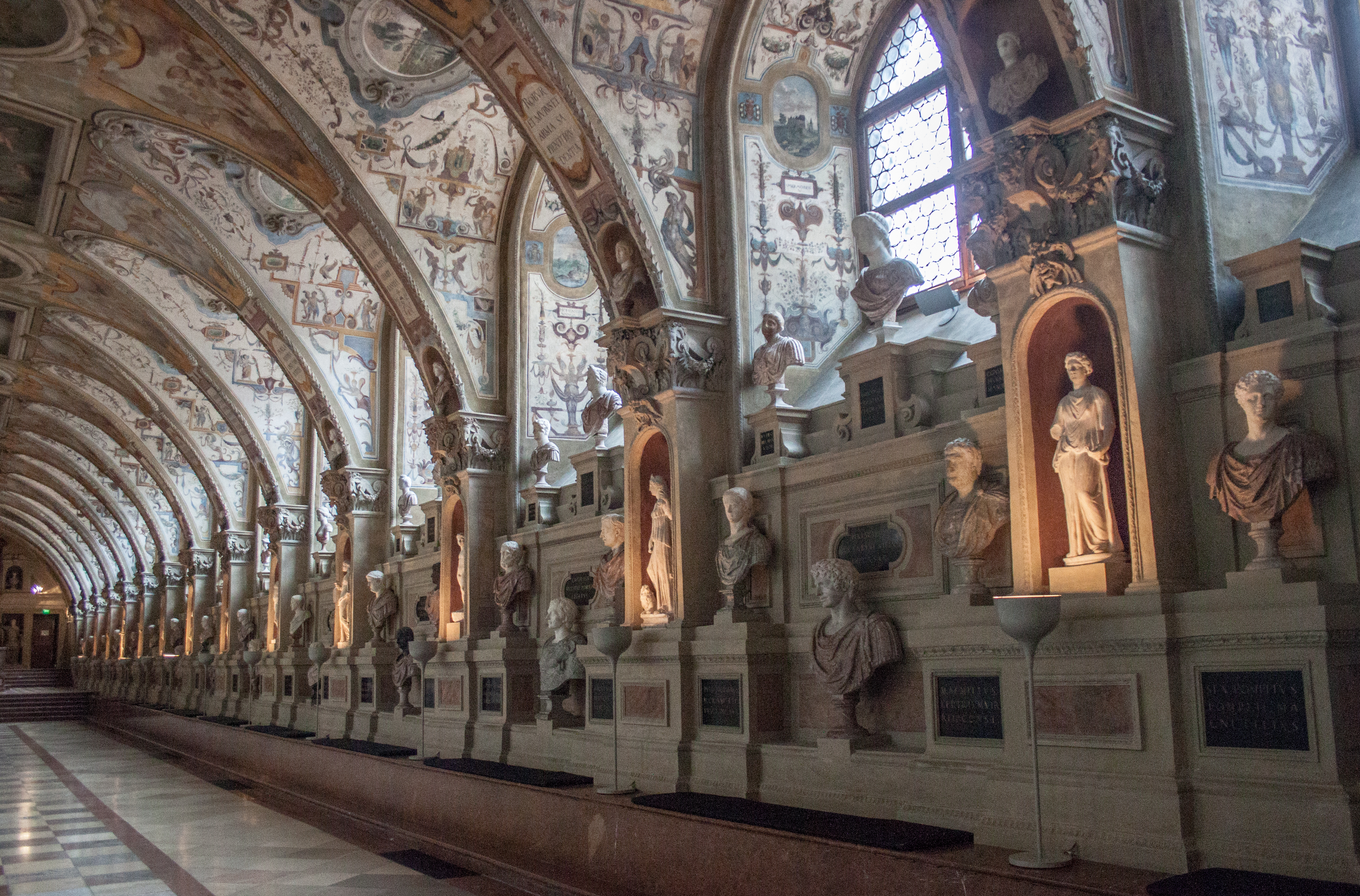
Antiquarium, boční pohled na vystavené sochy.

Přízemní sál antiquaria je dlouhý 69 metrů a je to největší renesanční sál na sever od Alp. Jeho průběžná valená klenba je provedena s lunetami pro sedmnáct párů oken. Je tedy průhledná, ale lunetami oslabená ve svých statických vlastnostech. Zbývající úzké pruhy valené klenby spočívají na pilastrech s nápaditě navrženými hlavicemi. Tyto vertikální prvky změkčily hloubku velmi protáhlé místnosti a rozhodujícím způsobem přispěly k vyváženému působení celého prostoru. Úzké strany jsou uzavřeny krbem nebo portálovou vestavbou z roku 1600, podle Sustrisových návrhů, z červeného štukového mramoru. Stavební struktura budovy je zaměřena na muzejní prezentaci starodávných soch ze sbírky humanisticky vzdělaného Albrechta. V půlkruhových nikách širokých pilastrů jsou kopie důležitých soch ze starověku a renesance. V mezilehlých stěnách jsou na stupňovitých konzolách busty z Albrechtinských sbírek. Většinou se jedná o římské kopie řeckých originálů. Ve vrcholech kleneb se střídají kruhová a pravoúhlá obrazová pole, ve kterých je alegorické znázornění ctností, vytvořené italsko–vlámským malířem a grafikem Peterem Candidem. Bohaté malby umělců, jako byli Hans Donauer starší, Alessandro Scalzi, známý jako Padovano, Peter Candid a Antonio Maria Viviani se stodvěma pohledy na stará bavorská města, byly dokončeny až kolem roku 1600.

## Historie
Rezidence v centru Mnichova (Alter Hof) byla jako městský palác sídlem bavorských vévodů, kurfiřtů a králů. Vévoda Albrecht V. nechal v letech 1568 až 1571 postavit samostatně stojící dvoupodlažní budovu, antiquarium, pro rozsáhlou sbírku soch (v přízemí) a knihovnu (v horním patře). Stavěl ji od roku 1569 dvorní stavitel Egkl podle návrhu italského architekta Jacopo Strady, který pocházel z Mantovy. V letech 1580–1584 pak byl německo-nizozemský renesanční malíř, designér a architekt Friedrich Sustris pověřen přestavbou přízemí na slavnostní sál pro bankety (banket je slavnostní, zpravidla příležitostná, hostina pro mnoho účastníků). Byly také zahájeny malby, které se zachovaly dodnes. Během druhé světové války byla klenba z velké části probořena. Ještě vážnější pak v následujících letech byla pronikající vlhkost, která poškodila nástropní malby. Po opravení klenby i střechy budovy bylo antikquarium za vedení architekta Otty Meitingera restaurováno. Nyní je sál opět využíván pro recepce bavorské vlády a pro koncerty. Je součástí muzea Residenzmuseum.